# Fritz Moser, Fabrique d’Automobiles et Motocyclettes
Fritz Moser, Fabrique d’Automobiles et Motocyclettes (französisch), zuvor Moteurs Moser, war ein Schweizer Hersteller von Automobilen und Motorrädern.

## Unternehmensgeschichte
Fritz Moser, der zuvor bei Zedel tätig war, gründete 1902 in Saint-Aubin-Sauges das Unternehmen Moteurs Moser zur Produktion von Motorrädern. Der Markenname lautete Moser. Ab 1914 wurden auch Automobile hergestellt. Außerdem entstanden zeitweise in Zusammenarbeit mit Rudolf Egg Automobile des Markennamens Egg. 1920 folgte die Umbenennung in Fritz Moser, Fabrique d’Automobiles et Motocyclettes. Gleichzeitig wurde eine Filiale im französischen Pontarlier eröffnet, in der Motoren entstanden. 1924 endete die Automobilproduktion. 1930 zog sich Fritz Moser aus seinem Unternehmen zurück. 1932 verkaufte er es an die Firma Allegro. 1935 endete die Motorradproduktion.

## Fahrzeuge

### Motorräder
Einige Motorräder hatten OHV-Ventilsteuerung und wahlweise 123, 173 oder 498 cm³ Hubraum. Die Fahrzeuge wurden auch erfolgreich bei Rennen und Rekordfahrten eingesetzt. So gewann Paul Lehmann die im Rahmen des V. Großen Preises der Schweiz, der auf dem Circuit de Meyrin in Genf ausgetragen wurde, die Motorrad-Europameisterschaft 1928 in der 125-cm³-Klasse.

### Motoren
Hercules aus Nürnberg, Paul Speidel aus Genf sowie die französischen Unternehmen Demade, L.S.N., Maitre, Radior, Raymo und Tendil verwendeten Motoren von Moser.

### Automobile

#### Modell nach Entwurf von Rudolf Egg
Das Unternehmen stellte ab 1914 Kleinwagen her, die den Kleinwagen von Rudolf Egg ähnelten. Die Fahrzeuge hatten allerdings im Gegensatz zu den Egg-Fahrzeugen einen wassergekühlten V2-Motor und Kettenantrieb. 1917 waren 16 Moser-Automobile in der Schweiz zugelassen.

#### Dreirad
1919 folgte ein Cyclecar, das 1920 auf der Mustermesse in Basel ausgestellt war. Für den Antrieb sorgte ein luftgekühlter V2-Motor. Das Dreirad mit hinterem Einzelrad und Kardanantrieb wies eine geringe Kurvenfestigkeit auf; deshalb entstanden nur wenige Exemplare.

#### Cyclecar 8–10 HP
Anschließend war das Modell Cyclecar 8–10 HP mit vier Rädern im Angebot, das aus dem Dreirad entwickelt worden war. Ein luftgekühlter V2-Motor sorgte für den Antrieb. Das Gewicht war mit 350 kg und die bauartbedingte Höchstgeschwindigkeit mit 70 km/h angegeben. 1923 wurde die Produktion des Fahrzeugs eingestellt.

#### Voiturette 10–12 HP
Ab 1923, aber bereits vor der Einstellung des Cyclecars, ergänzte das Modell Voiturette 10–12 HP das Angebot. Sein Vierzylindermotor mit den Zylindermaßen 65 mm Bohrung und 100 mm Hub verfügte über 1327 cm³ Hubraum. Die Höchstgeschwindigkeit betrug 70 km/h. Bei einem Radstand von 250 cm und einer Spurbreite von 102 cm betrug die Fahrzeuglänge des Zweisitzers 350 cm und die Fahrzeugbreite 150 cm. Das Gewicht war mit 600 kg angegeben.